# 琉球漆器

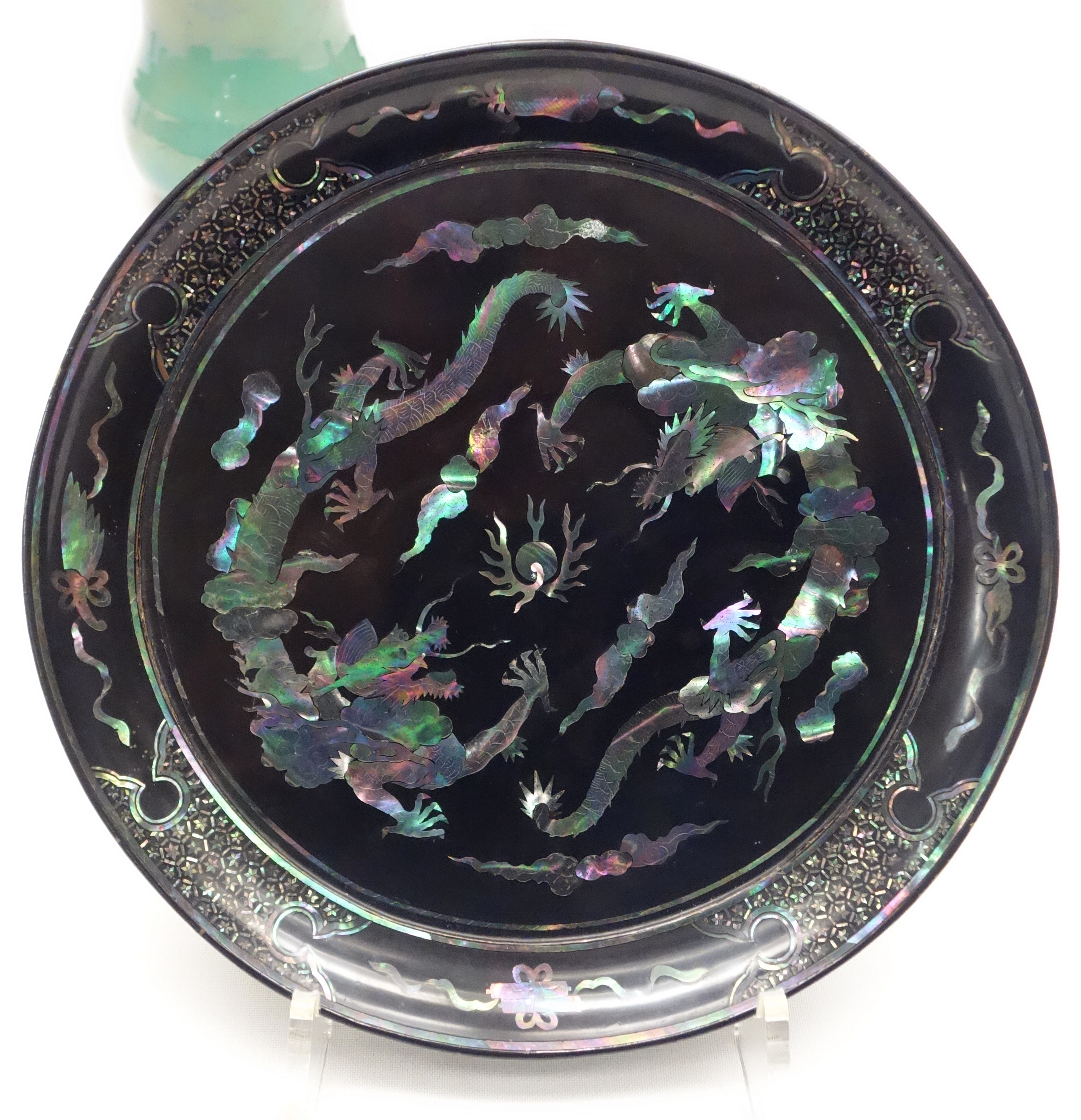
以螺鈿法製作的琉球漆器

琉球漆器是琉球群島特產的一種漆器，14世紀與中國進行貿易時開始興起後，由中國習得相關技法，由於琉球也產漆樹，而且氣候高溫多濕相當適合漆器的製作，沿海地帶更產有適合螺鈿法使用的夜光蝾螺，使琉球漆器質量日高，成為琉球國王室的專用品，也是進貢中國、日本的主要貢品，因此漆器的製造在琉球受到琉球王朝的保護，於首都設置了貝摺奉行所專司經營漆器的生產與交易。
琉球漆器主要以朱色和黑色的漆為底色，紅色更採用豬血打底，所以朱色十分鮮明亮澤，被稱為「豚血下地」，其美感非其他漆器可媲美。
琉球漆器上的圖樣除了使用「螺鈿」、「沈金」、「箔繪」等從中國學去的傳統技法外，1715年時房弘德（比嘉筑登之親雲上乘昌）將中國的加飾法再行衍生出堆錦法，將顏料加透漆打成麻糬狀，按照所需花樣貼於漆面推開，形成華麗、立體的花紋。
琉球被日本吞併後，日本也很重視這項傳統工藝，現代以那霸市、浦添市及糸滿市等地區為漆器生產中心，生產著各種盆、飯碗、器皿球形碗以及套盒等產品，並且成立了數間相關的技職學校，保護這項工藝的流傳，且於1983年時，日本將琉球漆器指定為國家傳統工藝品。